# 莠狗尾草
莠狗尾草（学名：Setaria geniculata）为禾本科狗尾草属下的一个种。

## 扩展阅读
- 維基物種上的相關：莠狗尾草